# 克拉尼斯卡戈拉
克拉尼斯卡戈拉（斯洛維尼亞語： 發音：[ˈkɾàːnska ˈɡɔ̀ːɾa]）是斯洛維尼亞西北部的克拉尼斯卡戈拉市鎮的城鎮及行政中心。位於上卡尼奧拉地區的薩瓦多林卡河上，靠近奧地利和義大利的邊界。

## 教堂
奧爾滕堡伯爵在14世紀曾經建立一座獻給白色礫石上聖母（斯洛文尼亞語：Marija na belem produ）的教堂，位於 Pišnica 河岸，後來因河道改變而消失。目前的教堂致力於聖母升天，是晚期哥德式風格，擁有典型的卡林西亞肋拱頂。它包含兩件15世紀下半葉的雕塑和 Leopold Layer（1752–1828年）的畫作。

## 運動休閒
克拉尼斯卡戈拉是著名的冬季運動小鎮，位於朱利安阿爾卑斯山區。它每年都會舉辦高山滑雪世界盃系列賽，也稱為 Vitranc 盃，包括小迴轉和大迴轉項目。著名的跳台滑雪勝地普蘭尼卡位於附近的塔馬山谷。

## 姐妹城鎮
- 瓦斯明斯特爾，比利時
- 聖馬里內拉，義大利

## 照片集

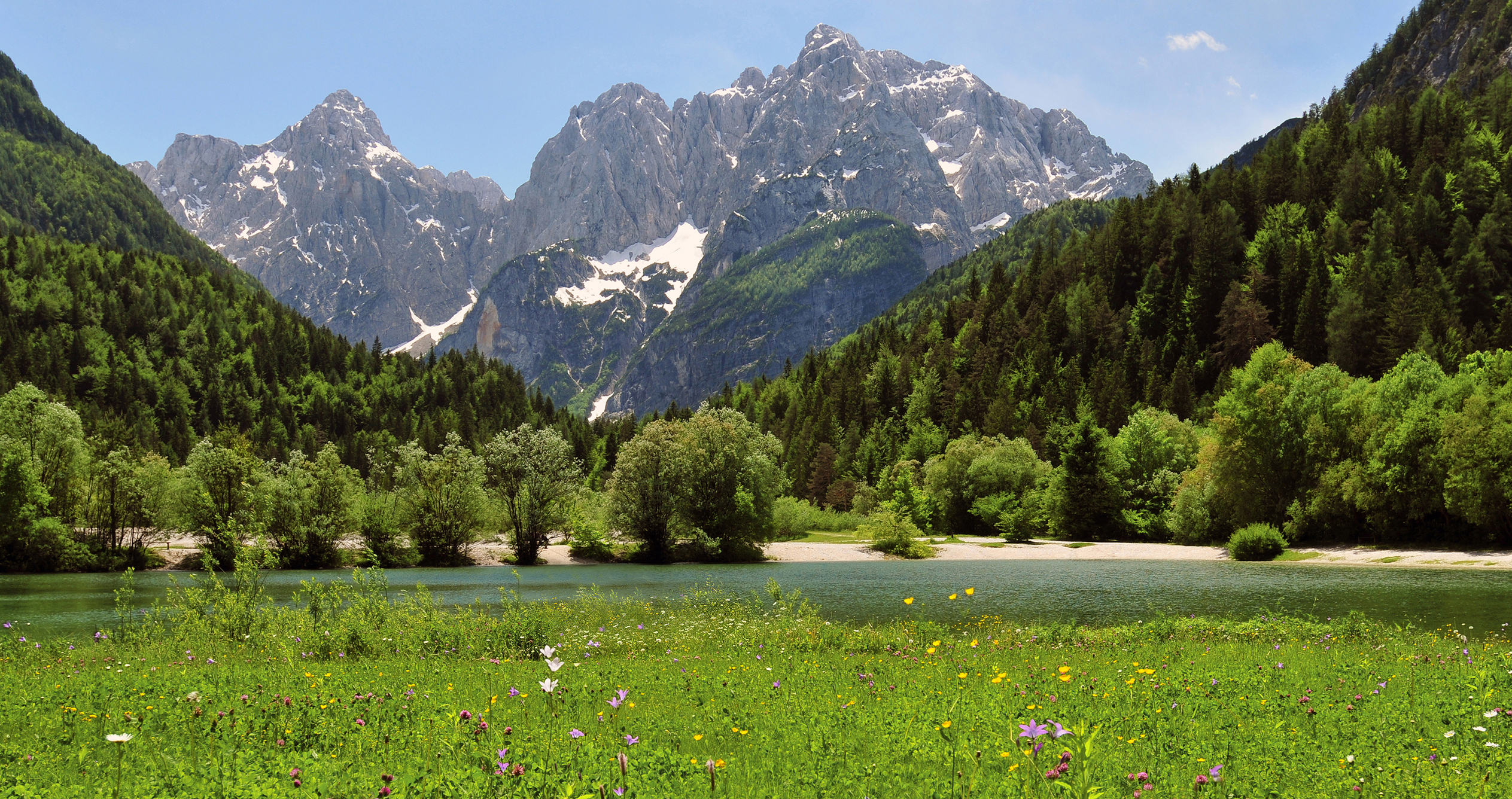
由克拉尼斯卡戈拉眺望山區
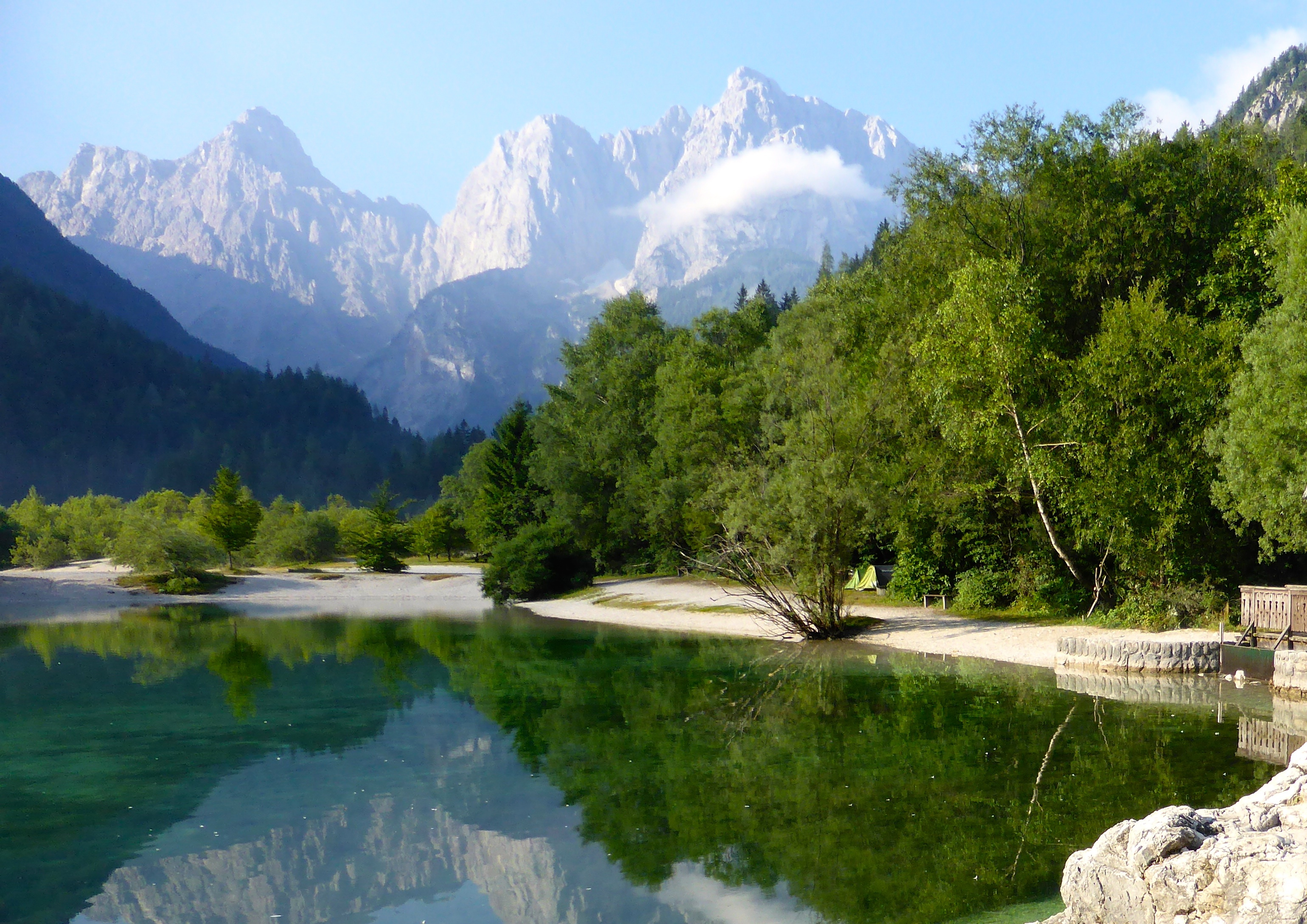
亞斯那湖（英语：Lake Jasna）
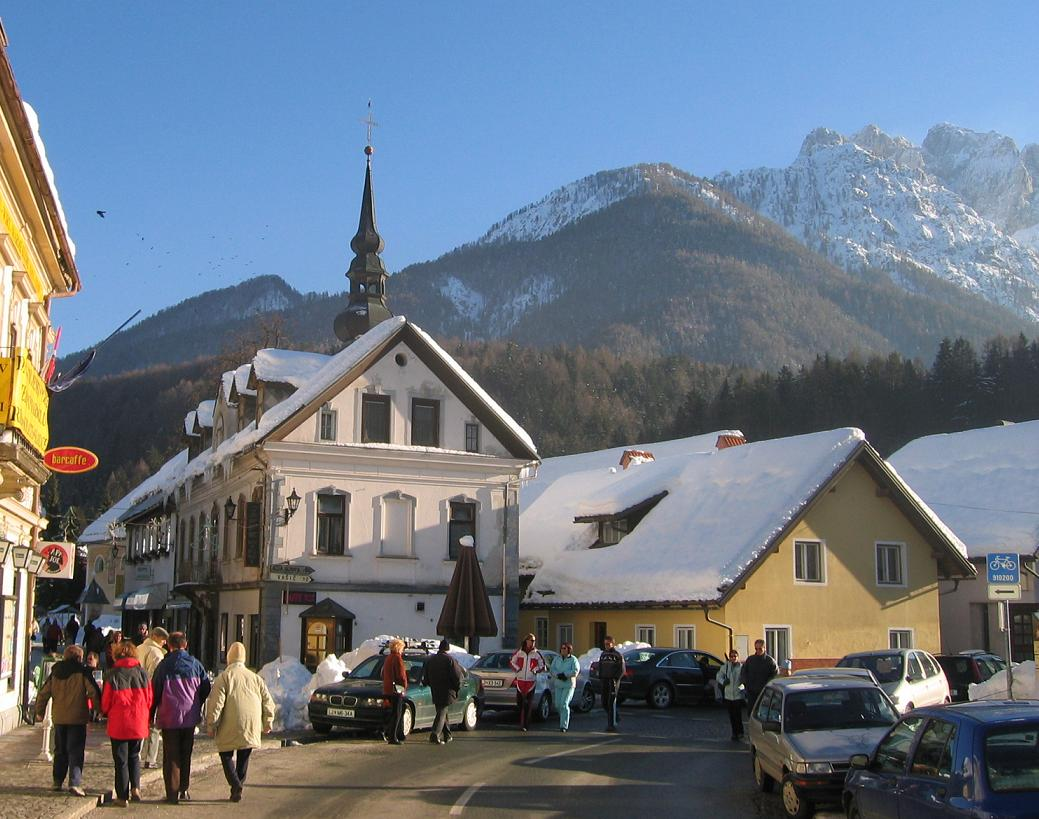
主街道
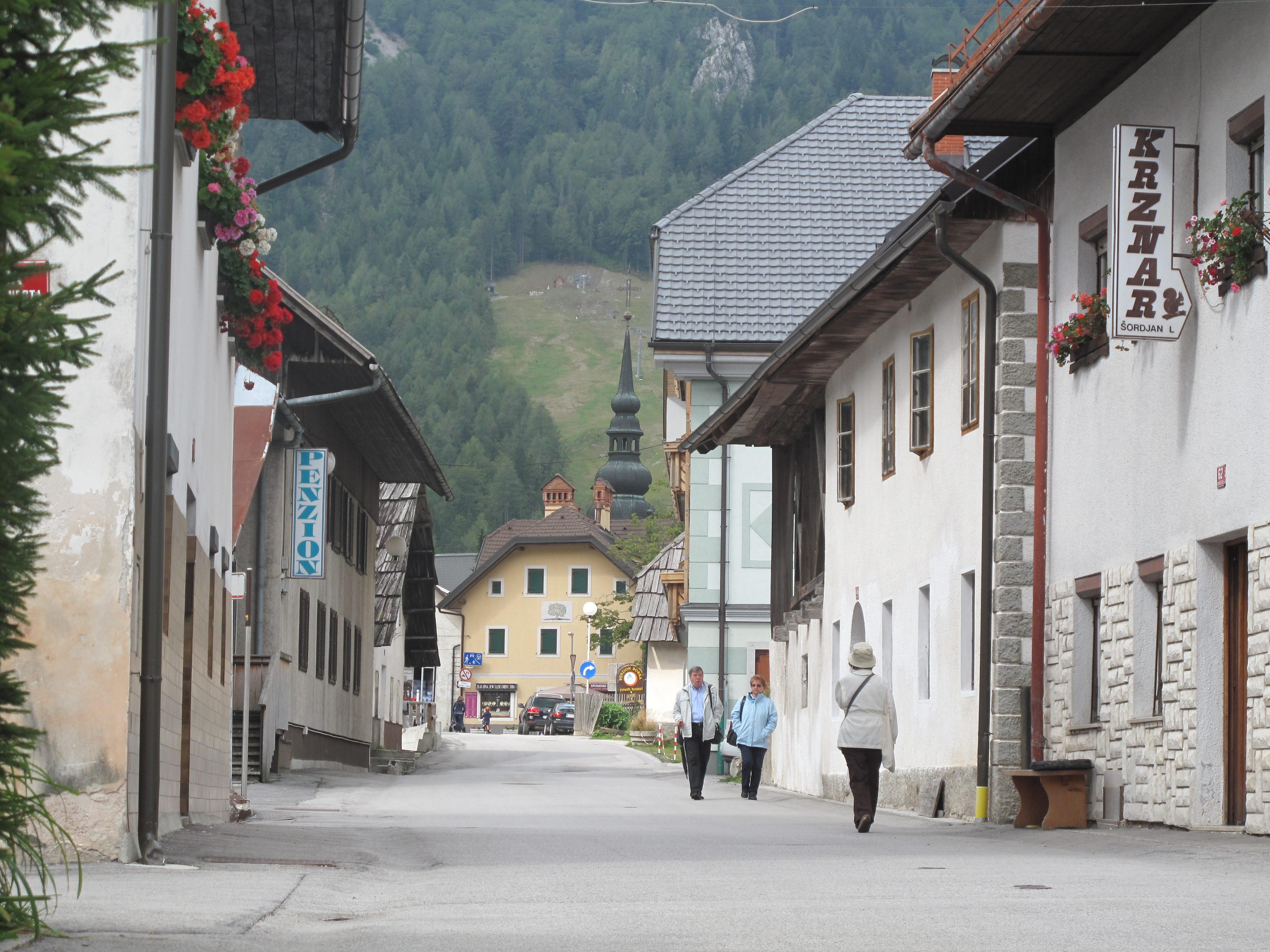
街景
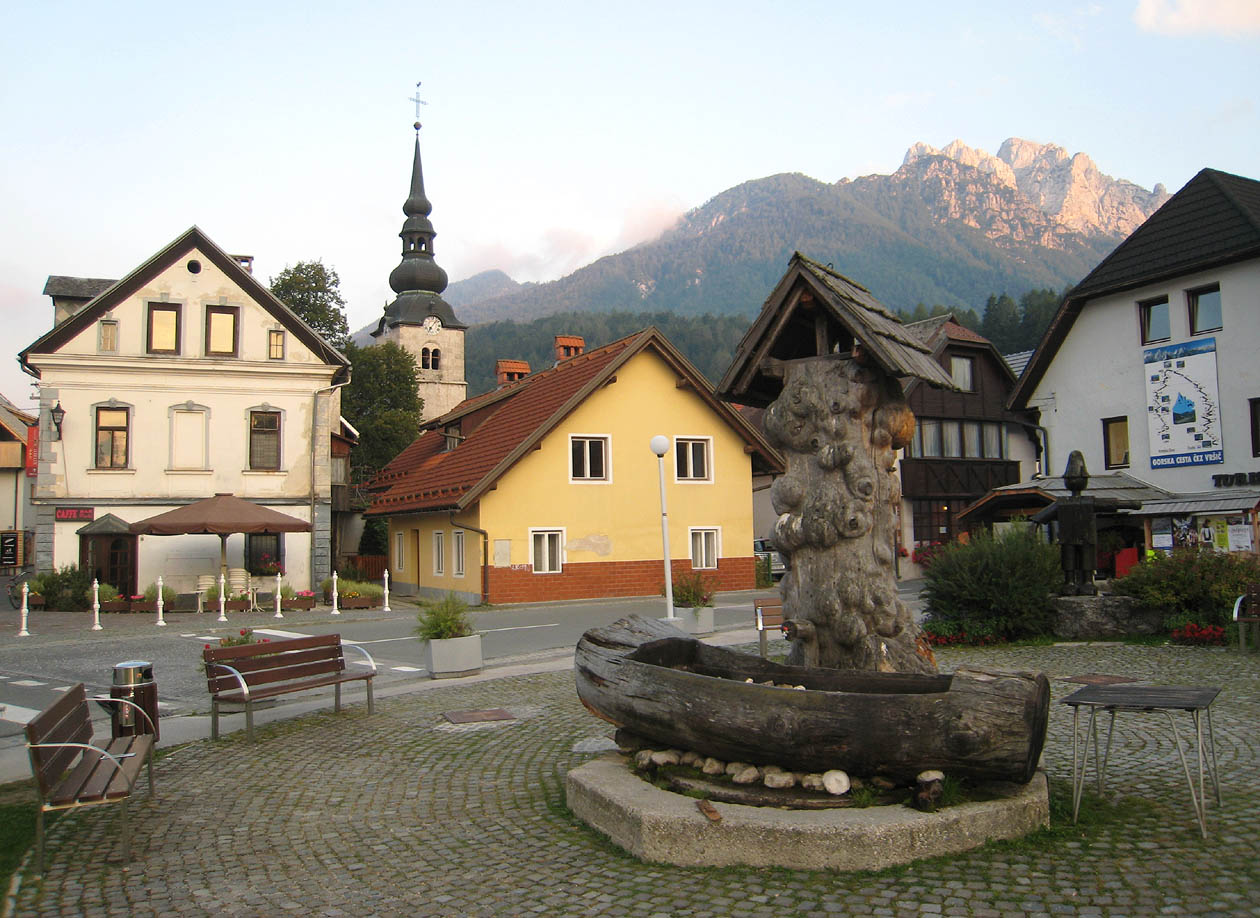
鎮中心景觀（華美達酒店前）

## 外部連結
- 维基共享资源上的相關多媒體資源：克拉尼斯卡戈拉
- Official Website （页面存档备份，存于）